# Weird Tales

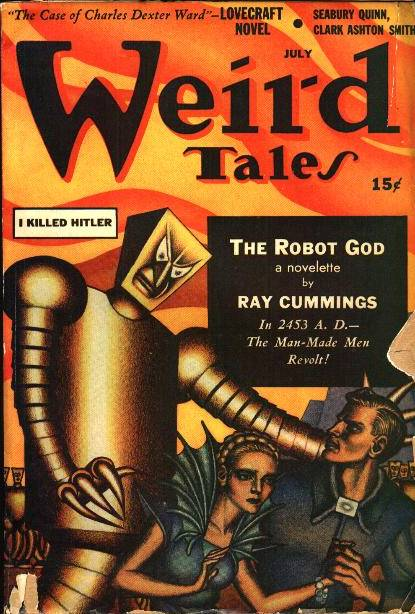
Weird Tales July 1941

Weird Tales ist ein US-amerikanisches Pulp-Magazin, in dem Science-Fiction-, Fantasy- und Horror-Geschichten veröffentlicht werden.

## Entwicklung 1923–1937
Die erste Ausgabe erschien im März 1923. Sie wurde in Chicago von J. C. Henneberger, einem ehemaligen Journalisten mit einer Vorliebe für das Makabere, herausgegeben. Der erste Lektor war Edwin Baird, sein Assistent war Farnsworth Wright.
Bereits nach vierzehn Ausgaben übernahm Wright Bairds Bereich, wobei er dem Magazin eine eigene Note verlieh. Er veröffentlichte Geschichten von H. P. Lovecraft und dem seinerzeit sehr populären Seabury Quinn. Ein weiterer erfolgreicher Autor war Robert E. Howard, dessen Geschichten von Conan dem Cimmerier sehr bekannt wurden. Darüber hinaus gab er Autoren wie Robert Bloch und Clark Ashton Smith die Gelegenheit, ihre Werke erstmals zu veröffentlichen. Wright, der unter der Parkinson-Krankheit litt, arbeitete bis zum März 1940 als Lektor für Weird Tales. Im Juni desselben Jahres verstarb er.

## Verfall 1937–1954
Weird Tales litt stets unter finanziellen Nöten, wobei das Magazin in Konkurrenz zu Comics, dem Radio und billigen Taschenbüchern stand. Nach dem Tod von Lovecraft im Jahre 1937 und dem Ausscheiden von Wright erlebte das Magazin einen Niedergang und wurde schließlich 1954, nach 279 Ausgaben, eingestellt. Die letzten Jahre, mit Dorothy McIlwraith als Lektorin, waren gekennzeichnet durch „verschollene“ Lovecraft-Werke, die gelegentlich auftauchten, grelle Coverabbildungen und Geschichten im Stil von Lovecraft, die von dessen selbsternanntem literarischen Nachlassverwalter August Derleth verfasst wurden.
Donald A. Wollheim brachte 1947 bis 1952 achtzehn Bände des Avon Fantasy Reader heraus, in denen die besten Storys aus dem Magazin nachgedruckt wurden.

## Wiedererweckung
Zwischen 1954 und 1988 erlebte das Magazin mehrere kurze Wiederbelebungen.

### 1961–1974: Leo Margulies
Mitte der 50er Jahre erwarb der Verleger Leo Margulies die Rechte an Weird Tales mit dem ursprünglichen Ziel einer Fortführung des Magazins mit der Neuauflage alter Stories. Diese Idee führte stattdessen nach längerer Zeit zu vier von Margulies veröffentlichten Best-of-Bänden als Taschenbüchern: The Unexpected (1961), The Ghoul Keepers (1961), Weird Tales (1964) und  Worlds of Weird (1965).
Erst ein weiteres Jahrzehnt später konnte Margulies sein Projekt eines neuen Weird Tales in Magazinform umsetzen, das nun neue Stories brachte. Diese Inkarnation hielt sich aber nur über vier Ausgaben zwischen April 1973 und Sommer 1974; sie scheiterte an einer zu geringen Verkaufszahl, und letztlich verkrachte sich Verleger Margulies auch mit dem Redakteur Sam Moskowitz über die Ausrichtung des Magazins.

### 1980–1986: Lin Carter & Brian Forbes
1975 starb Margulies und seine Witwe Cylvia Margulies verkaufte die Rechte an Victor Dricks und Robert Weinberg, die diese wiederum an Lin Carter weiterlizenzierten. Carter gab jeweils 1980, 1981 und 1983 vier weitere Taschenbücher heraus, die eine Mischung aus Neuauflagen alter Weird Tales-Stories und neuem Material enthielten. Der vierte und letzte Band erschien erst, nachdem Weinberg Carter die Lizenz bereits wieder entzogen hatte.
In der Folge vergab Weinberg die Lizenz an Brian Forbes. Nach weiteren Verzögerungen, die u. a. auf mangelhafte Kommunikation zwischen Weinberg und Forbes zurückgingen, erschien jeweils 1984 und 1986 eine neue Ausgabe des Magazins; die erste dieser beiden Ausgaben trieb in der Folge aufgrund niedriger Verkaufszahlen, sowie unklarer Vertragsverhältnisse zwei Vertriebsketten in den Ruin. Die zweite Ausgabe verkaufte sich noch schlechter.

### 1988–2014: Terminus, DNA, Wildside Press & Nth Dimension
Erst Ende der 80er gelang eine dauerhafte Neubelebung des Magazins unter George H. Scithers, John Gregory Betancourt und Darrell Schweitzer, die zu diesem Zweck gemeinsam den Verlag Terminus Publishing gründeten, wo von 1988 bis 1993 18 neue Ausgaben erschienen. Unter der Herausgeberschaft von Scithers und Schweitzer erlangte das Magazin finanziellen Erfolg, da die Beiträge von angesehenen zeitgenössischen Autoren wie Tanith Lee, Brian Lumley und Thomas Ligotti stammten.
Aufgrund von Lizenzstreitigkeiten wurde das Magazin 1994–1996 kurzfristig in Worlds of Fantasy & Horror umbenannt und erschien 1997 nicht. Scithers und Schweitzer wechselten zu DNA Publishing, wo Weird Tales ab 1998 wieder erschien, und in der Folge beteiligte sich der Verlag Wildside Press an der Finanzierung des Magazins. 2005 wurde Weird Tales dann vollständig vom Wildside Press übernommen; 2007 wurde das Magazin von Wildside Press völlig umgestaltet und erhielt 2009 zum ersten Mal den Hugo Award, bevor es 2012 schließlich in den Besitz des Verlages Nth Dimension Media überging, der bis 2014 noch vier weitere Ausgaben herausbrachte.

### Seit 2019: Onlinevertrieb
2019 wurde das Magazin zum bislang letzten Mal unter dem neuen Chefredakteur Jonathan Maberry in der Form wiederbelebt, dass neue Ausgaben ab ihrem Erscheinen direkt auf der Website Weird Tales bestellt werden können.

## Trivia
In dem 1999 erschienen Oscar-nominierten Drama The Green Mile von Frank Darabont mit Tom Hanks und Michael Clarke Duncan in den Hauptrollen liest der Gefangene Eduard Delacroix (Michael Jeter) eine Ausgabe des Magazins.

## Sammelbände und Buchausgaben

### Vor 1954
Ab 1925 brachte die englische Autorin Christine Campbell Thomson eine Horroranthologienreihe in Buchform unter dem Titel Not At Night heraus, deren Stories regelmäßig zuvor oder nachfolgend in Weird Tales erschienen und die inoffiziell als UK-Version des Magazins galt.
| Jahr | Titel                     |
| ---- | ------------------------- |
| 1925 | Not at Night              |
| 1926 | More Not at Night         |
| 1927 | You'll Need a Night Light |
| 1929 | By Daylight Only          |
| 1931 | Switch on the Light       |
| 1931 | At Dead of Night          |
| 1932 | Grim Death                |
| 1933 | Keep on the Light         |
| 1934 | Terror by Night           |

1928 erschien in den USA ein Best-of der bis dato erschienenen ersten drei Sammelbände unter dem Titel Not at Night!. 1937 erschien in England ein Querschnitt sämtlicher Sammelbände der Reihe unter dem Titel Not at Night Omnibus.

### Nach 1954
| Jahr | Titel                                     | Herausgeber                                                 | Verlag                                       |
| ---- | ----------------------------------------- | ----------------------------------------------------------- | -------------------------------------------- |
| 1961 | The Unexpected                            | Leo Margulies                                               | Pyramid                                      |
| 1961 | The Ghoul Keepers                         | Leo Margulies                                               | Pyramid                                      |
| 1964 | Weird Tales                               | Leo Margulies                                               | Pyramid                                      |
| 1965 | Worlds of Weird                           | Leo Margulies                                               | Pyramid                                      |
| 1976 | Weird Tales                               | Peter Haining                                               | Neville Spearman                             |
| 1977 | Weird Legacies                            | Mike Ashley                                                 | Star                                         |
| 1988 | Weird Tales: The Magazine That Never Dies | Marvin Kaye                                                 | Nelson Doubleday                             |
| 1988 | Weird Tales: 32 Unearthed Terrors         | Stefan Dziemianowicz, Martin H. Greenberg & Robert Weinberg | Bonanza Books                                |
| 1995 | The Best of Weird Tales                   | John Betancourt                                             | Barnes & Noble                               |
| 1997 | The Best of Weird Tales: 1923             | Marvin Kaye & John Betancourt                               | Bleak House                                  |
| 1997 | Weird Tales: Seven Decades of Terror      | John Betancourt & Robert Weinberg                           | Barnes & Noble                               |
| 2020 | The Women of Weird Tales                  | Melanie Anderson                                            | Valancourt Books                             |
| 2023 | Weird Tales: 100 Years of Weird           | Jonathan Maberry                                            | Weird Tales Presents & Blackstone Publishing |

## Auszeichnungen
- Hugo Award 2009[1]
- World Fantasy Award 2009[2]